# Kaj Jægergaard
Kaj Jægergaard Hansen (ur. 11 września 1959 w Ringsted) – duński zapaśnik walczący przeważnie w stylu klasycznym. Olimpijczyk z Moskwy 1980, gdzie odpadł w eliminacjach w kategorii 74 kg.
Siódmy na mistrzostwach świata w 1979. Szósty na mistrzostwach Europy w 1978. Zdobył dwa brązowe medale na mistrzostwach nordyckich w latach 1978 - 1980.
Trzynastokrotny mistrz Danii w latach: 1978 - 1986 i 1988 - 1991; drugi w 1976 i 1987 roku.